# Добринін (Польща)
Добринін (пол. Dobrynin) — село в Польщі, у гміні Пшецлав Мелецького повіту Підкарпатського воєводства.
Населення — 905 осіб (2011).
У 1975-1998 роках село належало до Ряшівського воєводства.

## Демографія
Демографічна структура станом на 31 березня 2011 року:
|          | Загалом | Допрацездатний вік | Працездатний вік | Постпрацездатний вік |
| -------- | ------- | ------------------ | ---------------- | -------------------- |
| Чоловіки | 469     | 115                | 313              | 41                   |
| Жінки    | 436     | 102                | 246              | 88                   |
| Разом    | 905     | 217                | 559              | 129                  |